# Manto

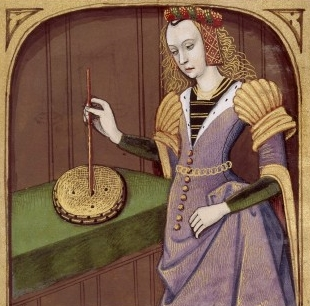
Manto in un codice miniato francese (XV secolo) del De mulieribus claris di Giovanni Boccaccio

Manto (in greco antico: Μαντώ?, Mantṑ) è un personaggio della mitologia greca.
A lei vengono attribuiti tre figli: Anfiloco e Tisifone, avuti da Alcmeone, ed un altro, Mopso, avuto da Apollo o da Racio, un re della Caria.

## Il mito

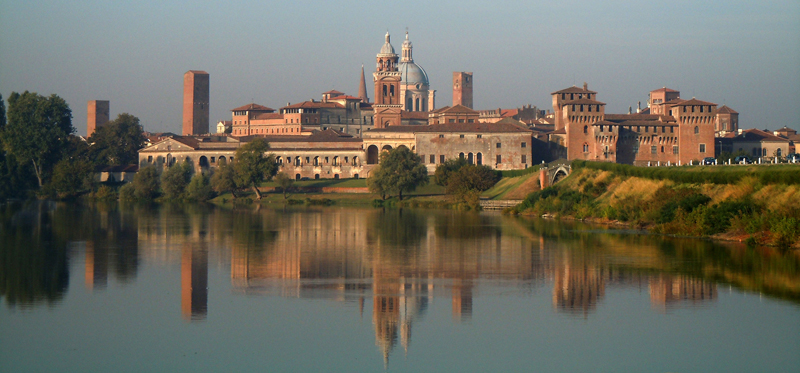
Profilo di Mantova

Figlia dell'indovino tebano Tiresia dal quale aveva ereditato le capacità magiche e divinatorie, è ricordata da Virgilio (Eneide X, 198-200), da Servio nel suo commento a Virgilio, da Ovidio (Metamorfosi VI, 157 e seguenti) e da Stazio (Thebais, IV 463-466 e VII 758 e seguenti).
A seconda degli autori essa ha diversi connotati. Fu consacrata sacerdotessa di Apollo a Delfi. Per Virgilio fu moglie di Tosco (il mago personificazione del fiume Tevere) e madre di Ocno, leggendario fondatore di Mantova che prese il nome proprio da Manto. Secondo altri autori greci generò Mopso.
In Stazio, dopo la morte del padre durante l'assedio di Tebe, essa iniziò a vagare per molti paesi, prima di fermarsi lungo le rive del Mincio dove creò un lago con le sue lacrime, il lago che circonda Mantova appunto. Queste acque avevano il magico dono di conferire capacità profetiche a chi le beveva.

## Nella cultura successiva
Dante Alighieri la riprese per includerla tra i dannati dell'Inferno (fraudolenti, ottavo cerchio, quarta bolgia), tra altri indovini mitologici, compreso il padre Tiresia (Inf. XX, 52-57) La sua presenza dà l'occasione al poeta di scrivere una lunga parentesi sulle origini di Mantova, che viene fatta pronunciare da Virgilio stesso. Dante immagina che Virgilio rettifichi la sua versione dei fatti, circoscrivendo la fondazione a fatti scevri da riti magici: Manto sarebbe morta nel sito dove poi altri uomini, «sanz'altra sorte» cioè senza sortilegi, fondarono la città, scegliendone il nome in onore della donna lì sepolta.
Una contraddizione interna al poema dantesco, che ha lasciato stupiti i commentatori, è in Purgatorio, canto XXII, in quanto - apparentemente smentendo quanto narrato in Inferno, XX - lì Virgilio nomina anche Manto tra i pagani virtuosi cui è stato concesso di scontare l'eternità nel limbo anziché nell'inferno vero e proprio.